# 16112 Vitaris
16112 Vitaris este un asteroid din centura principală de asteroizi.

## Descriere
16112 Vitaris este un asteroid din centura principală de asteroizi. A fost descoperit pe 5 decembrie 1999 la Socorro, New Mexico, în cadrul proiectului LINEAR. Asteroidul prezintă o orbită caracterizată de o semiaxă mare de 2,37 ua, o excentricitate de 0,14 și o înclinație de 6,4° în raport cu ecliptica.